# ایر سنتوری
ایر سنتوری (به انگلیسی: Air Century) یک شرکت هواپیمایی با کد یاتا AY است که در تاریخ حدود دههٔ ۱۹۹۰ میلادی تأسیس شده‌است. دفتر مرکزی ایر سنتوری در فرودگاه بین‌المللی لا ایزبلا واقع شده‌است و به ۲۵ مقصد، پرواز انجام می‌دهد.